# Стипендија
Стипендија је врста новчане помоћи ученицима основних школа, средњих школа или студентима ради школовања. Углавном се додељује месечно. Стипендија се може додељивати на основу различитих критеријума: финансијска ситуација, просек у току школовања, потребом за испомоћ итд. Студентски кредити су врста стипендије коју студент мора да врати уколико његов просек није изнад раније утврђеног броја. Иако се од примаоца стипендије не захтева да отплаћује стипендије, награде могу захтевати да прималац настави да испуњава одређене услове током периода подршке, као што је одржавање минималног просека оцена или ангажовање у одређеној активности (нпр. играње у школском спортском тиму за атлетске стипендисте, или служење као асистент у настави за неке дипломске стипендије).

## Стипендије наспрам грантова
Иако се термини стипендија и грантови често синонимно користе, они се јасно разликују. Док се грантови нуде искључиво на основу финансијских потреба, стипендије могу имати компоненту финансијских потреба, али се ослањају и на друге критеријуме.
- Академске стипендије обично користе минимални просек оцена или резултат стандардизованог теста, као што је ACT или SAT да би се сузили селекцију добитника.
- Атлетске стипендије се генерално заснивају на атлетским перформансама ученика и користе се као средство за регрутовање спортиста са високим учинком за атлетске тимове њихове школе.
- Стипендије за заслуге могу бити засноване на бројним критеријумима, укључујући учинак у одређеном школском предмету или учешће у клубу или друштвени рад.

Федерални Пел грант се може доделити некоме ко планира да стекне диплому и заснива се искључиво на њиховим финансијским потребама.

## Типови
Најчешће стипендије се могу класификовати као:
- Засноване на заслугама: Ове награде се заснивају на студентовим академским, уметничким, атлетским или другим способностима, а често су и фактор у ваннаставним активностима кандидата и евиденцији друштвеног рада. Већину таквих стипендија заснованих на заслугама исплаћује директно институција коју студент похађа, уместо да се уручују студенту.[6]
- Засноване на потребама: Неке приватне награде засноване на потребама збуњујуће се називају стипендијама и захтевају резултате FAFSA (очекивани породични допринос). Међутим, стипендије су често засноване на заслугама, док су грантови обично засновани на потребама.[7]
- Специфичне за студенте: Ово су стипендије за које се кандидати у почетку морају квалификовати на основу пола, расе, религије, породице и историје болести или многих других фактора специфичних за студенте. Мањинске стипендије су најчешће награде у овој категорији. На пример, студенти у Канади могу да се квалификују за одређени број домородачких стипендија, било да студирају код куће или у иностранству. Гејтсов миленијумски стипендијски програм је још једна мањинска стипендија коју финансирају Бил и Мелинда Гејтс за одличне студенте Афроамериканаца, америчких Индијанаца, Американаца из Азије и Пацифика и Латиноамериканаца који се упишу на факултет.[8]
- Специфично за каријеру: Ово су стипендије које колеџ или универзитет додељује студентима који планирају да се баве одређеним пољем студија.[9] Често, најиздашније награде иду студентима који се баве каријером у областима у којима постоје велике потребе, као што су образовање или медицинске сестре. Многе школе у Сједињеним Државама дају будућим медицинским сестрама пуне стипендије за улазак у ову област, посебно ако ученик намерава да ради у заједници са високим потребама.
- Специфичне за колеџ: Стипендије специфичне за колеџ нуде појединачни колеџи и универзитети високо квалификованим кандидатима. Ове стипендије се додељују на основу академског и личног постигнућа. Неке стипендије имају „обавезујући” услов.[10] Од прималаца се може тражити да раде за одређеног послодавца у одређеном временском периоду или да раде у руралним или удаљеним подручјима; у супротном, од њих се може захтевати да отплате вредност подршке коју су добили од стипендије.[11] Ово је посебно случај са стипендијама за образовање и медицинске сестре за људе који су спремни да раде у руралним и удаљеним подручјима. Програми које нуде униформисане службе Сједињених Држава (армија, морнарица, корпус маринаца, ваздухопловство, обалска стража, Национална управа за океанске и атмосферске области, и Служба за јавно здравље) понекад подсећају на такве стипендије.
- Атлетика: Додељује се студентима са изузетним вештинама у спорту. Често је организовано тако да ученик може да похађа школу или колеџ, и да се бави спортом у свом тиму, иако су у неким земљама доступне спортске стипендије које финансира влада, што омогућава стипендистима да се обуче за међународно представљање.[12][13] Школске атлетске стипендије могу бити контроверзне, јер неки верују да додела новца за стипендије у атлетске, а не у академске или интелектуалне сврхе није у најбољем интересу институције.[14]
- Бренд: Ове стипендије спонзорира корпорација која покушава да привуче пажњу на њихов бренд или циљ. Понекад се ове стипендије називају брендираним стипендијама. Избор за Мис Америке је чувени пример стипендије бренда.
- Креативни конкурс: Ове стипендије се додељују студентима на основу креативног рада. Конкурсне стипендије се такође називају стипендије засноване на мини пројектима, где студенти могу да поднесу пријаве засноване на јединственим и иновативним идејама.[15]
- „Последњи долар“: могу да га обезбеде приватне и владине институције, а намењено је за покривање преосталих школарина које се наплаћују студенту након што се узму у обзир различити грантови.[16] Да би се забранило институцијама да узму у обзир стипендије у последњем долару и на тај начин уклоне друге изворе финансирања, ове стипендије се не нуде све док се финансијска помоћ не понуди у облику писма. Штавише, стипендије последњег долара могу захтевати од породица да поднесу порески извештај за последњу годину, да добијају друге изворе финансијске помоћи и да још нису примили кредите.